# Prince Bojidar Karageorgevitch
 (juin 2025).
Signature
Le prince Bojidar Karageorgevitch (serbe : Кнез Божидар Карађорђевић). / Knez Božidar Karađorđević, 11 janvier 1862 - 2 avril 1908) est un artiste serbe, un écrivain d'art, un voyageur mondial et un membre de la dynastie serbe des Karađorđević. 
Il donne des cours de chant et de dessin et gagne sa vie en tant que critique d'art et traducteur. Il a contribué à l'Encyclopædia Britannica, au journal Le Figaro, à La Revue de Paris, à la Revue des Revues, au Magazine of Art et à d'autres publications.

## Biographie

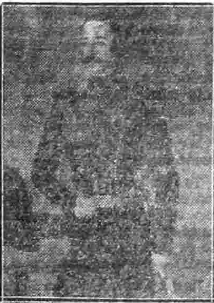
Le père de Bojidar, le prince George Karadjordjevic (1827-1884)

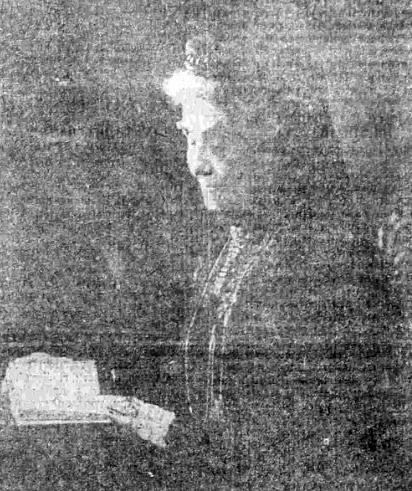
La mère de Bojidar, la princesse Sara Karadjordjevic

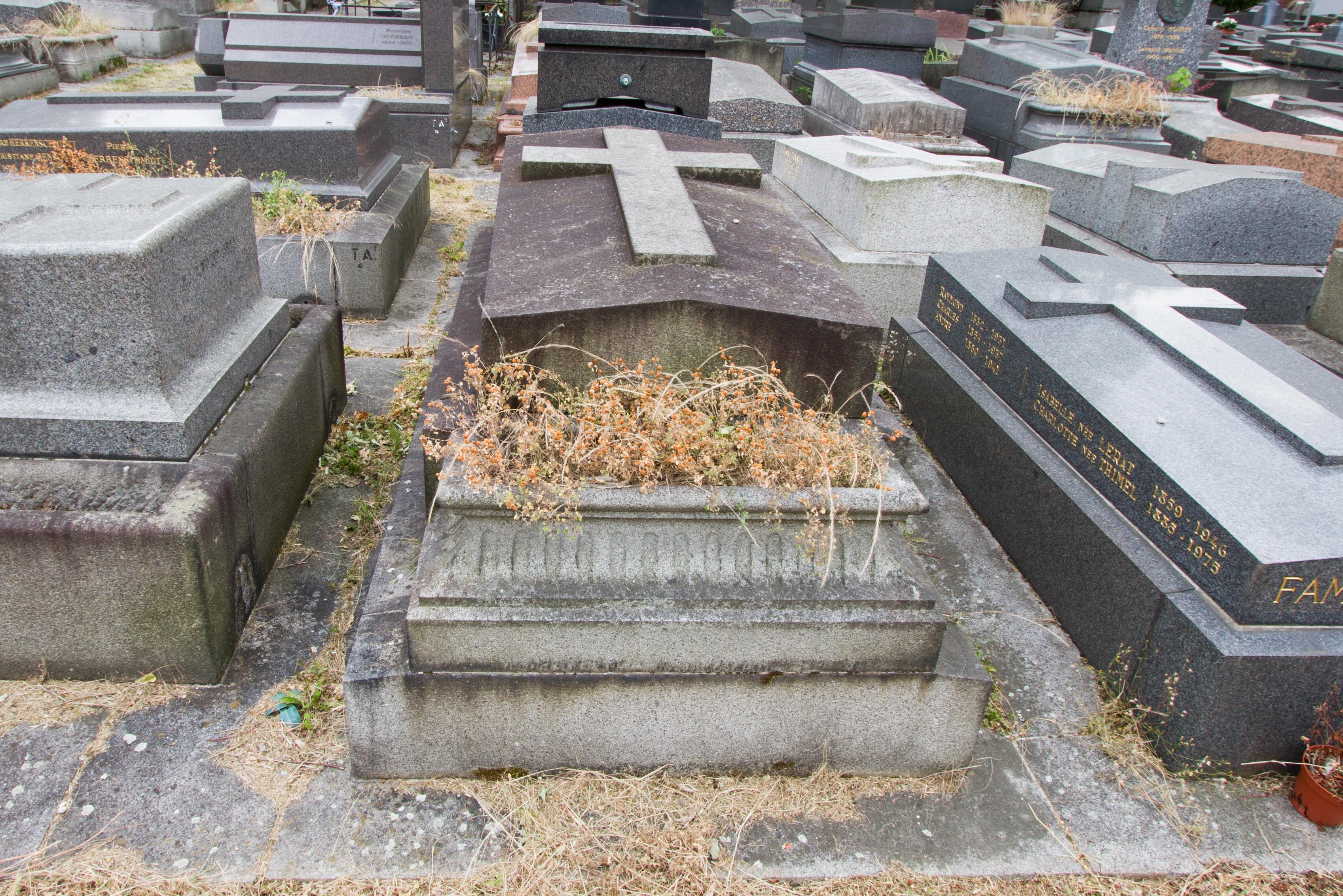
La tombe du prince Bojidar au Cimetière du Père Lachaise.

Le prince Bojidar appartient à la lignée aînée de la Dynastie Karađorđević (son frère aîné est le Prince Alexis Karađorđević). Il est le deuxième fils du prince Georges Karađorđević (1827-1884) et de son épouse Sara Anastasijević (1836-1931), fille de Miša Anastasijević, sénateur serbe et l'une des personnes les plus riches de la Serbie.
Les grands-parents paternels du prince Bojidars sont le prince Alexis Karageorgevitch (1801-1830), fils aîné de Karađorđe Petrović et de sa riche épouse, Maria Nikolaevna Trohin (1806-1827), originaire du Bessarabie, fille de Nicolae Konstantinovich Trohin, Maréchal de la noblesse de Khotyn (1828-1831) et de Victoria Konstantinovna Buzny (d. 1824), fille de Boyard Konstantin Ilyich Buzny (né vers 1750), qui portait le titre de Armaș, leurs deux familles appartenaient aux Boyard de Moldavie et de Valachie,,,.
Le prince Bojidar vit en France la majeure partie de sa vie, car les membres de la dynastie des Karađorđević sont en exil après que le Prince Alexandre Karađorđević eut perdu le trône de Serbie en 1858. 
Bojidar voyagea beaucoup et effectua de nombreux voyages à travers le monde. Il servit dans l'Armée française et fit la campagne de France à Tonkin et fut décoré de la Croix de la Légion d'honneur. 
Pour gagner sa vie, il donna des cours de chant et de dessin avant de devenir traducteur et journaliste. 
Il se rendit deux fois en Serbie au tournant du siècle (1897 et fin 1899 ou début 1900), les deux fois semi-incognito, essayant d'évaluer le sentiment général de la population quant à un éventuel remplacement de la Dynastie Obrenović par la Dynastie Karađorđević si le roi Alexandre Obrenović venait à mourir sans enfant, comme on s'y attendait à l'époque, en raison du mariage du roi avec la reine Draga dont l'âge dépassait les années de procréation à l'époque. Il se rendit également en Serbie après l'intronisation de son cousin germain, le roi Pierre Ier (roi de Serbie), mais fut désillusionné par le traitement qu'il reçut (la plupart du temps ignoré par son parent royal).
Au cours d'un de ses voyages à l'étranger, il parcourt l'Inde et visite trente-huit villes. Il a écrit un livre sur ses expériences, intitulé "L'Inde enchantée", dans lequel il décrit le peuple indien, ses rites religieux et d'autres cérémonies. Il a également fourni des descriptions détaillées du paysage et des bâtiments indiens. Il a également traduit des œuvres de Tolstoï et du dramaturge hongrois Mór Jókai.
S'intéressant à l'art, il visite Munich, Dresde et Berlin et passe quelques mois en Italie ; il s'installe ensuite à Paris. Il y écrit régulièrement des articles pour le Figaro, La Revue de Paris, le Magazine de l'Art (Ilya Repin, Jules Bastien-Lepage), dont une biographie de Marie Bashkirtseff dans l'Encyclopædia Britannica, 11e édition, Vol. III]. Le 8 novembre 1889, il assiste à Rochefort, France, à la fête orientaliste donnée par l'écrivain français Pierre Loti qui vient de rentrer de sa mission diplomatique auprès du sultan Hassan Ier du Maroc.
À Montmartre, il rencontre et se lie d'amitié avec l'actrice française Sarah Bernhardt, la pionnière de la danse moderne Loïe Fuller, la poétesse, romancière et orientaliste française Judith Gautier, Suzanne Meyer-Zundel, le compositeur autrichien Hugo Wolf, le peintre et illustrateur Henri de Toulouse-Lautrec, et le fondateur des Ballets russes Serge de Diaghilev. Le biographe Stevan K. Pavlowitch affirme que le prince était ouvertement homosexuel et n'avait aucune relation avec les femmes, sauf purement platonique.
À la fin de sa vie, le prince Karageorgevitch se consacre à la décoration et exécute des panneaux et des médaillons pour un atelier parisien en tant que dessinateur, sculpteur, peintre et orfèvre. Il passe souvent du temps avec Georges Lacombe (peintre), Émile Bernard (peintre), Édouard Vuillard, Paul Sérusier et d'autres membres du groupe Les Nabis. Les peintures, illustrations, aquarelles et travaux d'orfèvrerie de Karageorgevitch sont exposés pour la première fois à Belgrade en 1908.
Il meurt à Versailles le 2 avril 1908 d'une fièvre typhoïde

## Travaux
- Prince Bojidar Karageorgevitch, Enchanted India, Harper & Brothers, New York, 1899 (lire en ligne)[10]

## Lecture complémentaire
- Stevan K. Pavlowitch, Bijou d'art: Histoires de la vie, de l'œuvre et du milieu de Bojidar Karageorgévitch, artiste parisien et prince balkanique (1862–1908), L'Age d'homme, 1978 (lire en ligne)